# Gospa Fatimska
Gospa Fatimska je naziv, koji su katolici dali Blaženoj Djevici Mariji. Katolička je Crkva službeno priznala ukazanja Blažene Djevice Marije u portugalskom gradu Fatimi, 1917. godine.

## Povijest

### Ukazanja Anđela Portugala
Prije Marijinih ukazanja, troje malih pastira: Lucija (Lucia de Jesus dos Santos), sv. Franjo (Francisco Marto) i sv. Jacinta (Jacinta Marto), stanovnici sela Aljustres u blizini Fátime, doživjeli su tri ukazanja Anđela Portugala ili Anđela Mira.
Prvo Anđelovo ukazanje
Dogodilo se u proljeće ili ljeto 1916. godine. Izgledao je kao lijepi mladić od 14 - 15 godina.
Rekao im je da mole: "Moj Bože! Vjerujem u Te, klanjam Ti se, uzdam se u Te i ljubim Te. Molim Te da oprostiš onima koji ne vjeruju u Tebe, koji Ti se ne klanjaju, koji se ne uzdaju u Tebe i koji Te ne ljube. Tako molite! Srce Isusovo i Marijino pozorno slušaju vaše molitve."
Drugo Anđelovo ukazanje
Dogodilo se u ljeto 1916. godine. Anđeo je poručio: "Što radite? Molite, mnogo molite! Presveta Srca Isusa i Marije imaju s vama milosrdne nakane. Neprestano prikazujte Svevišnjem molitve i žrtve! Što god možete, prinesite Bogu za žrtvu kao zadovoljštinu za grijehe kojima Ga ljudi vrijeđaju i molitvu za obraćenje grešnika. Tako ćete osigurati mir svojoj domovini."
Treće Anđelovo ukazanje
Treće ukazanje dogodilo se krajem ljeta ili početkom jeseni 1916. godine. Anđeo je kleknuo pored njih i rekao: "Presveto Trojstvo, Oče, Sine i Duše Sveti, klanjam Vam se i prikazujem Vam predragocjeno Tijelo, Krv, Dušu i Božanstvo Isusa Krista, prisutna u svim svetohraništima svijeta, kao naknadu za uvrede, svetogrđa i ravnodušnosti, kojima je On sam uvrijeđen. U ime neizmjernih zasluga Njegova Presvetoga Srca i Prečistog Srca Marijina, molim Vas za obraćenje jadnih grešnika." Zatim je Anđeo uzeo hostiju i dao je Luciji, a kalež Jacinti i Franji. Božja prisutnost bila je toliko snažna, da ih je gotovo potpuno obuzela. Mir i sreća koju su osjećali bili su veliki, jer im je duša iznutra i u potpunosti bila usredotočena na Boga.

### Gospina ukazanja
Gospa se ukazivala iznad hrasta crnike, visokog oko jedan metar. Bl. Franjo je samo vidio Gospu, ali je nije čuo. Bl. Jacinta vidjela je i čula Gospu, a Lucija je pored toga i razgovarala s Gospom. Ukazanja su se zbivala oko podneva.
Prvo Gospino ukazanje (13. svibnja 1917.)
Prvo su opazili dva svjetla, poput bljeska, a zatim Gospu. Lucija je ovako opisala: "Bila je to jedna Gospođa potpuno odjevena u bijelo, sjajnija od sunca, oko koje se širilo svjetlo sjajnije i blistavije od onog koje isijava kristalna posuda puna čiste vode obasjana zlatnim zrakama sunca. Njeno lice, neopisivo lijepo, nije bilo ni tužno ni veselo već ozbiljno. Ruke skupljene kao na molitvu, bile su nagnute i okrenute prema gore. Na desnoj ruci visjela joj je krunica."
Gospa je razgovarala s Lucijom. Prvo je poručila, da se ne boje i da im ništa neće napraviti. Zamolila ih je da dolaze na isto mjesto svakog trinaestog dana u mjesecu, u isto to vrijeme, šest mjeseci zaredom. Gospa: "Hoćete li prikazati Bogu sva trpljenja koja vam želi poslati kao zadovoljštinu za grijehe kojima je uvrijeđen i kao molitvu za obraćenje grešnika?" Lucija: "Da, hoćemo."
Gospa je pomacima ruku rasula prema njima jako svjetlo, koje im je prodrlo do najskrovitijih dijelova duša, pa su vidjeli sebe u Bogu, jasnije nego da su se promatrali u najboljem ogledalu. Nakon par trenutaka Gospa je nadodala: "Molite krunicu svaki dan kako biste izmolili mir svijetu i svršetak rata." 
Drugo Gospino ukazanje (13. lipnja 1917.)
Gospa je poručila, da Isus želi da se ustanovi pobožnost Njenom Prečistom Srcu. Onom tko to prihvati, obećala je spasenje, a te će duše Bog voljeti poput cvijeća kojim je Ona okitila Njegovo prijestolje.
Na dlanu desne Gospine ruke nalazilo se Srce obavijeno trnjem, koje je u njega bilo zabodeno. Prečisto Srce Marijino je izranjavano grijesima čovječanstva koji traže zadovoljštinu.
Treće Gospino ukazanje - fatimske tajne (13. srpnja 1917.)
Gospa je preporučila svakodnevnu molitvu krunice. Nastavila je: "Žrtvujte se za grešnike i recite mnogo puta kad prinosite neku žrtvu: "O moj Isuse, to je za tvoju ljubav, za obraćenje grešnika i za naknadu za grijehe počinjene protiv Prečistog Srca Marijina."
Prvi dio fatimske tajne: ukazanje pakla
Vidjeli su ognjeno more, a u taj oganj bili su uronjeni vragovi i duše. Izgledali su kao prozirna crna ili smeđa žeravica, ugljen u ljudskom obliku. Plivali su u žeravici, a uvis su ih podizali plamenovi. Padali su na sve strane, dok su se čuli strašni krikovi i bolni uzdasi puni očaja što su tjerali strah u kosti. Vragovi su izgledali kao stravične, jezive nepoznate životinje.
Drugi dio fatimske tajne: objavljivanje kazne i načina na koje se može izbjeći
Gospa: "Vidjeli ste pakao kamo odlaze duše jadnih grešnika. Kako bi ih spasio, Bog želi ustanoviti pobožnost Mome Prečistom Srcu."
Gospa je navijestila II. svjetski rat, širenje komunizma, glad, progonstvo Crkve i pape, ako se ne ispune Njeni zahtjevi da se Rusija posveti Njenom Prečistom Srcu, te kao zadovoljštinu - svetu Pričest u prvih pet subota u mjesecu. Ako se ispune zahtjevi, Rusija će se obratiti i mir će zavladati. Nažalost ljudi nisu poslušali zahtjeve, makar je Lucija to obznanila drugima.
Gospa: "Kada molite krunicu, nakon svakog otajstva (desetice) recite: "O Moj Isuse, oprosti nam naše grijehe, očuvaj nas od paklenog ognja i dovedi u raj sve duše, osobito one kojima je najpotrebnije Tvoje Milosrđe!"
Treći dio fatimske tajne:
Prva scena: Anđeo s ognjenim mačem, koji izgleda kao da će spaliti svijet. Snažnim glasom je kliktao: "Pokora, pokora, pokora!" Plamenovi su se gasili u dodiru sa svjetlošću iz Marijine ruke. Svijetu prijeti kazna ako ne čini pokoru i ne časti Isusa i Mariju.
Druga scena: Progon Crkve, pape, biskupa, redovnika, redovnica, muškaraca i žena - ubijeni su od skupine vojnika koji su koristili vatreno oružje. 
Treća scena: Veliki povratak ljudi Bogu. Dva anđela imaju posude u kojima sabiru krv mučenika te njome škrope duše koje se približavaju Bogu. - Proslava i trijumf Marijinog Prečistog Srca.
Četvrto Gospino ukazanje (19. kolovoza 1917.)
Gospa je došla 13. kolovoza, ali djece nije bilo jer ih je pritvorio načelnik. Ponovno se Gospa ukazala 19. kolovoza. Gospa: "Molite, mnogo molite i žrtvujte se za grešnike. Znajte, mnoge duše odlaze u pakao, jer se za njih nitko ne žrtvuje i ne moli."
Peto Gospino ukazanje (13. rujna 1917.)
Gospa djeci: "Nastavite moliti krunicu. U listopadu će doći i naš Gospodin, sa mnom i svetim Josipom kako bi blagoslovili svijet. Bog je zadovoljan vašim žrtvama."
Šesto Gospino ukazanje (13. listopada 1917.)
Gospa je zamolila da se na mjestu ukazanja podigne kapelica. Izjavila je da je ona - Gospa od svete Krunice.
Lucija je vidjela tri otajstva krunice na nebu kraj sunca, a Franjo i Jacinta samo prvo. U prvom otajstvu pojavio se sveti Josip s Djetetom Isusom i Gospom od krunice. Sveti Josip i Isus su blagoslivljali mnoštvo ljudi. U drugom otajstvu je viđenje Žalosne Gospe i Isusa kako trpi na putu za Kalvariju. U trećem otajstvu je Gospa od Karmela, okrunjena Kraljica neba i zemlje s Djetetom Isusom na rukama.
Dogodilo se i Čudo Sunca koje je vidjelo između 50.000 i 70.000 ljudi. Poput velike vatrene kugle Sunce se kretalo strelovitom brzinom i okretalo oko svoje osi. Prelijevali su se svjetlucavi tonovi i mnogo raznih boja. Trajalo je oko 10 minuta, a vidjelo se i s udaljenosti od 40 km. Sunce se nakon toga vratilo na isto mjesto i normalno sijalo.
Dogodilo se još jedno naknadano ukazanje izvan Fatime. Sestra Lucia dos Santos izvijestila je, da joj se 10. prosinca 1925. Djevica Marija ukazala u samostanu u Pontevedri u Španjolskoj (u blizini granice s Portugalom), a uz nju je na svjetlećem oblaku bilo Dijete Isus. Prema Luciji, Marija je zatražila ustanovljenje pobožnosti pet prvih subota kao zadovoljštine za uvrede koje se čine njenom Bezgrešnom Srcu:
"Pogledaj, kćeri moja, moje Srce okruženo ovim trnjem kojim ga ljudi svaki čas ranjavaju svojim bogohuljenjem i nezahvalnošću. Ti me barem nastojiš utješiti i zato najavljujem: obećavam da ću u smrtnom času pomoći milošću potrebnom za spasenje svima onima koji će, s namjerom da mi učine zadovoljštinu, prve subote kroz pet uzastopnih mjeseci, ići na ispovijed, pričesti se, moliti pet desetica krunice i petnaest minuta razmišljati o petnaest otajstava krunice."
Fatimski poklonici vjeruju da prve subote pomažu utješiti tugu Boga, Isusa i Djevice Marije zbog grijeha protiv njezina Bezgrješnog Srca.

## Štovanje
Godine 1919. gradi se kapela ukazanja, a bazilika se počinje graditi 1928. godine. Ukazanja u Fatimi autentičnim je 1930. godine priznao mjesni portugalski biskup. Godine 1931. portugalski biskupi posvećuju Portugal Bezgrešnom Srcu Marijinu. Godine 1942. papa Pio XII. posvetio je Bezgrešnom Srcu cijeli svijet. Papa Pavao VI. hodočasti u Fatimu na 50. obljetnicu ukazanja, 13. svibnja 1967., a papa Ivan Pavao II. je 1991. godine došao zahvaliti Fatimskoj Gospi za preživjeli atentat izvršen na njega 13. svibnja 1982. godine.
Godišnje se u fatimskom svetištu okupi oko četiri milijuna hodočasnika.

## Zanimljivosti
- Dana 23. rujna 2017., u razdoblju obilježavanja stogodišnjice ukazanja, dogodio se astronomski događaj izdizanja Sunca nad zviježđem Djevice. Znakovito je što se žena u Otkrivenju opisuje kao »Žena, odjevena suncem, mjesec joj pod nogama, a na glavi vijenac od dvanaest zvijezda« kao »znak veliki [koji] pokaza se na nebu« (Otk 12:1), to više uzevši u obzir cjelokupni astronomski događaj: Naime, 20. studenoga 2016. Jupiter je ušao u tijelo zviježđa Djevice i u svom retrogradnom kretanju proveo devet i pol mjeseci. Izlaskom Jupitera, Sunce se podiglo iznad zviježđa Djevice. Mjesec ispod zviježđa Djevice (»mjesec joj pod nogama«) te dvanaest zvijezda iznad (devet zvijezda konstelacije Lav te planeti Merkur, Venera i Mars; »na glavi vijenac od dvanaest zvijezda«) pridonijeli su podudaranju položaja zvijezda na nebu s opisom u Otk 12.[3]

## Vanjske poveznice
Ostali projekti
|  | Wikizvor ima izvorni tekst Fatimska poruka - Treće sjećanje |

Mrežna mjesta
- (por.) Santuário de Fátima, službeno mrežno mjesto svetišta u Fatimi
- (hrv.) Sjećanja Sestre Lucije